# Pteronymia simplex
Pteronymia simplex är en fjärilsart som beskrevs av Osbert Salvin 1869. Pteronymia simplex ingår i släktet Pteronymia och familjen praktfjärilar. Inga underarter finns listade.